# وايشان
وايشان (بالصينية: 武夷山市) هي مدينة من مدن الصين.

## المناخ
يظهر الجدول التالي التغييرات المناخية على مدار السنة لوايشان:
| البيانات المناخية لـوايشان                       | البيانات المناخية لـوايشان | البيانات المناخية لـوايشان | البيانات المناخية لـوايشان | البيانات المناخية لـوايشان | البيانات المناخية لـوايشان | البيانات المناخية لـوايشان | البيانات المناخية لـوايشان | البيانات المناخية لـوايشان | البيانات المناخية لـوايشان | البيانات المناخية لـوايشان | البيانات المناخية لـوايشان | البيانات المناخية لـوايشان | البيانات المناخية لـوايشان |
| الشهر                                            | يناير                      | فبراير                     | مارس                       | أبريل                      | مايو                       | يونيو                      | يوليو                      | أغسطس                      | سبتمبر                     | أكتوبر                     | نوفمبر                     | ديسمبر                     | المعدل السنوي              |
| ------------------------------------------------ | -------------------------- | -------------------------- | -------------------------- | -------------------------- | -------------------------- | -------------------------- | -------------------------- | -------------------------- | -------------------------- | -------------------------- | -------------------------- | -------------------------- | -------------------------- |
| الدرجة القصوى °م (°ف)                            | 26.0 (78.8)                | 29.5 (85.1)                | 32.4 (90.3)                | 34.0 (93.2)                | 35.4 (95.7)                | 36.8 (98.2)                | 40.5 (104.9)               | 41.2 (106.2)               | 38.1 (100.6)               | 36.6 (97.9)                | 31.8 (89.2)                | 26.0 (78.8)                | 41.2 (106.2)               |
| متوسط درجة الحرارة الكبرى °م (°ف)                | 12.9 (55.2)                | 14.5 (58.1)                | 17.6 (63.7)                | 23.2 (73.8)                | 27.3 (81.1)                | 29.8 (85.6)                | 33.6 (92.5)                | 33.3 (91.9)                | 30.5 (86.9)                | 26.2 (79.2)                | 20.8 (69.4)                | 15.6 (60.1)                | 23.8 (74.8)                |
| المتوسط اليومي °م (°ف)                           | 7.8 (46.0)                 | 9.7 (49.5)                 | 12.8 (55.0)                | 18.0 (64.4)                | 22.1 (71.8)                | 25.1 (77.2)                | 27.8 (82.0)                | 27.3 (81.1)                | 24.7 (76.5)                | 20.1 (68.2)                | 14.5 (58.1)                | 9.1 (48.4)                 | 18.2 (64.9)                |
| متوسط درجة الحرارة الصغرى °م (°ف)                | 4.4 (39.9)                 | 6.5 (43.7)                 | 9.6 (49.3)                 | 14.4 (57.9)                | 18.4 (65.1)                | 21.8 (71.2)                | 23.7 (74.7)                | 23.5 (74.3)                | 20.9 (69.6)                | 15.9 (60.6)                | 10.3 (50.5)                | 4.9 (40.8)                 | 14.5 (58.1)                |
| أدنى درجة حرارة °م (°ف)                          | −6.0 (21.2)                | −4.7 (23.5)                | −4.2 (24.4)                | 2.7 (36.9)                 | 7.5 (45.5)                 | 11.6 (52.9)                | 19.7 (67.5)                | 16.9 (62.4)                | 12.3 (54.1)                | 2.3 (36.1)                 | −1.5 (29.3)                | −7.4 (18.7)                | −7.4 (18.7)                |
| الهطول مم (إنش)                                  | 79.7 (3.14)                | 112.9 (4.44)               | 209.9 (8.26)               | 254.0 (10.00)              | 274.0 (10.79)              | 371.6 (14.63)              | 176.4 (6.94)               | 134.6 (5.30)               | 102.3 (4.03)               | 53.5 (2.11)                | 70.0 (2.76)                | 49.2 (1.94)                | 1٬888٫1 (74.34)            |
| متوسط الرطوبة النسبية (%)                        | 76                         | 78                         | 80                         | 80                         | 80                         | 82                         | 78                         | 78                         | 76                         | 73                         | 74                         | 73                         | 77                         |
| المصدر: China Meteorological Data Service Center |                            |                            |                            |                            |                            |                            |                            |                            |                            |                            |                            |                            |                            |